# Poker
Pour les articles homonymes, voir Poker (homonymie).
Cet article traite du jeu de poker en général, pour un article sur la variante du poker la plus populaire, voir l'article Texas hold'em.
Le poker est une famille de jeux de cartes comprenant de nombreuses formules et variantes. Il se pratique à plusieurs joueurs avec un jeu généralement de cinquante-deux cartes et des jetons représentant les sommes misées.
Les séquences de jeu alternent distribution de cartes et tours d'enchères. Le but du jeu est de remporter les jetons des adversaires en constituant la meilleure combinaison de cinq cartes ou en leur faisant abandonner le coup.
Le poker est un jeu dont la structure impose la plupart du temps et ce, dans toutes ses variantes, que le joueur débute avec une réserve de jetons de départ, la cave : le score d'un joueur est matérialisé par le nombre de jetons en réserve qu'il aura pris à ses adversaires.
La cave représente le montant de jetons de départ de chaque joueur, sujet aux fluctuations des gains et des pertes. À ne pas confondre donc avec les blindes et les antes, dont la définition est donnée plus bas. La maîtrise du jeu suppose une connaissance au moins intuitive des probabilités de distribution des mains, des probabilités et mécanismes de leurs améliorations dans la variante jouée, et surtout, une maîtrise de la psychologie du jeu et de ses adversaires.
Le tronc commun des variantes inclut le système d'enchères en plusieurs tours, le principe d'abattre son jeu s'il y a égalité des mises, les types de mains et leur hiérarchie. Les variantes de jeu se distinguent par la manière de distribuer les cartes et d'organiser les tours d'enchères, et le fait que certaines cartes peuvent être exposées, voire être communes à toutes les mains.

## Histoire

### Origines

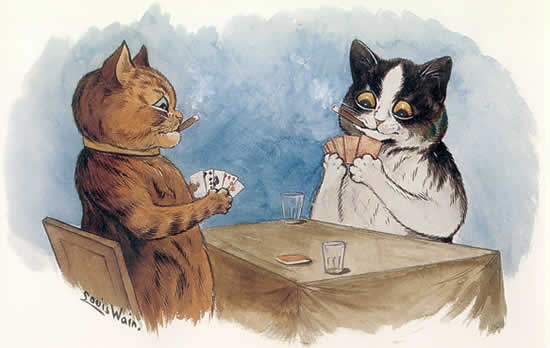
Cats playing poker de Louis Wain.

L'origine historique du poker est sujette à débat, mais ce jeu remonte à deux ou trois siècles.
Ce jeu rappelle le jeu iranien as nas, supposément introduit aux États-Unis par des marins français. Cependant la description de ce jeu iranien date de 1890 et est donc postérieure aux premières sources historiques qui font remonter l'origine de ce jeu de relance aux États-Unis au XIXe siècle. Il est généralement considéré comme apparenté au jeu français du brelan ou à la prime (jeu de cartes), qui connut un grand succès en Italie, en Espagne, en France et en Angleterre aux XVIe siècle et XVIIe siècle. La prime, ou plus exactement la primero, date de la Renaissance et elle est considérée comme la mère du poker. Il était à l’époque plus connu sous le nom de bambara ou golfo : il consistait à former la meilleure combinaison de cartes possible parmi cinq existantes, avec quatre cartes en main que l’on pouvait remplacer par une ou deux cartes. Il y a également un système de mise, la cagnotte peut être remportée soit par la meilleure combinaison soit par le nombre de points attribués à celle-ci pour départager les joueurs. Présente la notion de bluff qui apparaît également dans d'autres jeux de cette époque, tel le brag, un jeu anglais. Le jeu de l'ambigu, inventé en France sous Louis XIV, s'inspire fortement de la prime et, comme elle, propose une hiérarchie de combinaisons, ce qui est la caractéristique essentielle du poker. À la fin du XVIIIe siècle, le principe du blind, utilisé au poker, apparaît dans la bouillotte – jeu dérivé du brelan – sous l'appellation de carre. C'est au cours du milieu du XIXe siècle que se généralise l'emploi du jeu à 52 cartes, et que la couleur est admise comme main.
Le nom du jeu viendrait lui-même de l'allemand pochen (frapper), un jeu de cartes pratiqué depuis le XVe siècle en Allemagne et qui paraît être une version ancienne du poker, tant par ses règles très proches du poker actuel que par ses tactiques de jeu. Au XVIIIe siècle, le poque est une adaptation française du jeu allemand qui présente d'intéressantes affinités avec le poker. La parenté étymologique du jeu français au poker ne saurait masquer le manque de sources historiques : aucun document, autres que les manuels de jeu du XVIIIe siècle, n'atteste que ce jeu fût pratiqué. Le nom anglais du jeu paraît se rattacher au verbe to poke, « donner un petit coup », « tisonner » (d'où a poker, un tisonnier), de même étymologie que l'allemand pochen.

### Poker moderne

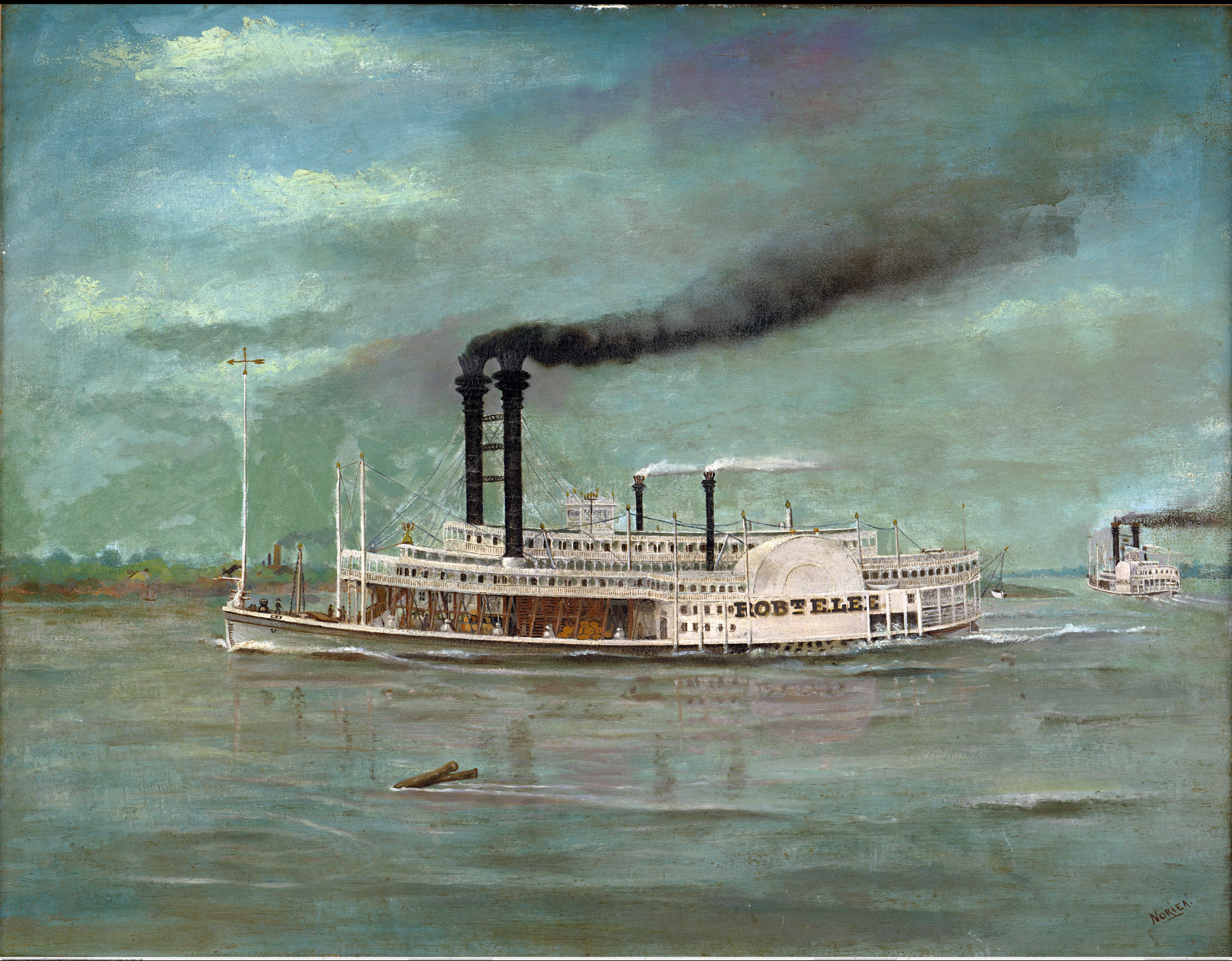
Vapeur sur le Mississippi.

C'est aux États-Unis que le jeu prend son essor dans sa version moderne. Un premier témoignage historique (le livre Thirty Years Among the Players in England and America) sur le poker aux États-Unis est celui d'un acteur anglais, Joseph Crowell, qui raconte une forme de ce jeu qu'il voit pratiquer en 1829 à La Nouvelle-Orléans, où quatre joueurs jouant avec un jeu de vingt cartes parient sur celui d'entre eux qui a la main la plus forte. Ce livre écrit par un acteur est rédigé de main de maître car il a le don de décrire les situations de manière remarquable. De plus, il est le premier à décrire une partie de poker en 1829, ce qui est une première mondiale. En 1843, Jonathan H. Green (en) décrit dans son œuvre littéraire An exposure of the Arts and Miseries of Gambling l'expansion des jeux de cartes sur les bateaux à vapeur qui naviguaient sur le Mississippi. Les joueurs professionnels, parfois lynchés par des ligues puritaines dans certaines villes américaines où elles parviennent à faire interdire le jeu, trouvent refuge sur ces casinos flottants pour plumer de riches commerçants d'esclaves ou de coton. De là, il se répand vers l'ouest à l'époque de la ruée vers l'or de 1848 et devient une partie intégrante du mythe lié à la conquête de l'Ouest. Le poker est le jeu que pratiquent les cow-boys et les aventuriers venus tenter leur chance dans l'Ouest américain. Les scènes de jeu sont fréquentes dans les films de western traitant de cette période : le personnage de Doc Holliday, qui a réellement existé, est l'archétype du joueur de saloon tandis que Maverick (un film de Richard Donner avec Mel Gibson) décrit bien l'ambiance qui règne à bord de certains bateaux qui descendent le Mississippi. Le whisky au Nord, au Sud et dans l'Ouest, le gin au Nord et dans le Sud, le rhum dans le Sud deviennent les boissons que boivent les joueurs aux États-Unis. L'essor du bourbon et du whiskey est lié à l'essor du saloon et des clubs, lui-même lié à l'essor de jeux d'argent comme le poker ou la roulette.
De très nombreuses variantes émergent pendant la Guerre de Sécession américaine (1861-1865). C'est à cette époque que se stabilisent les formes de base du Poker fermé (Draw), et du Stud à cinq cartes. Les autres variantes émergent par la suite. Le jeu est réimporté en Europe sous sa forme moderne pendant la seconde moitié du XIXe siècle, dans sa variante du Poker fermé (qualifiée de « poker français » au début du XXe siècle). Il est largement répandu dans tous les pays du monde, parfois apporté dans les bagages des militaires américains ou canadiens.

### Succès et médiatisation du poker

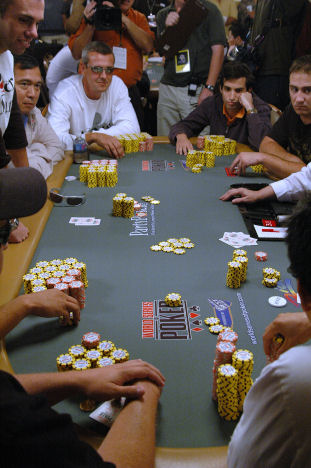
Table du Main Event WSOP 2006.

Lancés par Benny Binion (en) dans les années 1950, les World Series of Poker participent à démocratiser le poker. Des films comme Le Kid de Cincinnati (1965), L'Arnaque (1973), ou encore Casino Royale (2006), où le jeu fait partie de l'intrigue, ont également un rôle dans sa médiatisation.
La popularité du poker (et principalement le Texas hold'em no-limit) atteint un pic sans précédent dans les années 2000. Ce « boum du poker » est attribué à plusieurs éléments : l'invention du poker en ligne, la diffusion télévisée de tournois (avec des caméras miniatures révélant les cartes), la présentation des sites de poker en ligne dans des publicités télévisées, et la victoire en 2003 de Chris Moneymaker au World Series of Poker.
Non seulement le public peut aujourd'hui suivre les actions des tournois à la télévision, transformant ce jeu en spectacle sportif, mais il peut aussi jouer directement depuis son domicile. La diffusion de tournois tels le World Series of Poker, l'European Poker Tour et le World Poker Tour créèrent une forte audience auprès des fournisseurs de programmes télévisés par câble ou satellite. En raison de cette médiatisation, les joueurs professionnels sont devenus des célébrités, avec de nombreux fans à travers le monde participant à des tournois dans l'espoir d'être confronté à ces célébrités.
Selon une étude universitaire sur le poker online, le nombre de joueurs jouant de l'argent (en cash game) en 2010 était estimé à 5,5 millions, dont 1,3 million de joueurs (21 %) provenant des États-Unis, environ 450 000 d'Allemagne, 350 000 de France. Ces joueurs étaient minoritaires par rapport à ceux qui ne misent pas d'argent réel.
En termes de population, ce sont les pays du nord de l'Europe qui comptent le plus de joueurs (d'argent), avec 1,3 % de la population au Danemark (suivi de Islande, Estonie, Pays-Bas, Norvège, Finlande). La majorité de ces joueurs ont entre 18-35 ans (44 % entre 21-25 ans). En moyenne chaque joueur perdrait 432 $ chaque année. Au niveau mondial, les sites de poker les plus représentatifs en 2018 sont PokerStars et Full Tilt Poker. D'après l'ANJ, le marché du poker en ligne en 2020 aurait représenté 446 millions d'euros en France, soit 64 % du produit brut des jeux en ligne.

## Principes généraux
Toutes les variantes de poker répondent à un certain nombre de principes généraux.
Le poker est un jeu de combinaisons qui se joue avec des cartes et des jetons représentant éventuellement de l'argent. Les combinaisons se font avec cinq cartes quelle que soit la variante pratiquée. Le jeu alterne des étapes de distribution de cartes et des enchères.

### But du jeu
D'une manière générale, le but du jeu est de gagner les jetons des autres joueurs. Si l'on joue en tournoi, le but est de jouer le plus longtemps possible et de terminer la partie dans le haut du classement, à l'une des places dites payées. Le premier du classement est celui qui remporte la totalité des jetons des participants. Si l'on joue en cash game, chaque joueur s'assied à la table avec une quantité de jetons directement convertible en cash. Le but est le même qu'en mode tournoi : gagner des jetons. Il y a toutefois une différence notable : lors d'un tournoi, il est impossible de convertir ses jetons en argent. Seule une place payée permet de gagner de l'argent, alors qu'en cash game, le joueur a la liberté de quitter la table et d'échanger ses jetons contre de l'argent.
Dans le poker des Caraïbes ou caribbean stud poker, version moins répandue et similaire au black jack, le joueur affronte un croupier et essaye de gagner le maximum de jetons. Le but est de gagner de l'argent.

### Mélange des cartes
Au préalable de chaque main, le jeu utilisé est systématiquement mélangé, soit par le croupier (lorsqu'il y en a un), soit par le joueur au cut off, qui se trouve être le dealer précédent.
Pour ce faire, différentes techniques sont communément répandues. Il en existe de toutes les sortes, allant de la salade à des variantes des plus spectaculaires. En voici certaines :
- Mélange en bataille ou « salade » : Technique utilisée dans les casinos, elle est à la fois la plus efficace mais certainement celle qui requiert le moins de dextérité. L'intégralité des cartes est disposée sur la table face cachée, puis rassemblée en un tas. Cette technique est communément le préalable aux manières de mélanger.
- Mélange à la française (également appelé mélange « belote »)
- Mélange dit riffle shuffle (moitié de paquet dans chaque main, les cartes sont abattues alternativement à pleine vitesse, de droite et de gauche, puis ramené en un seul et unique paquet). Variante riffle shuffle in the air.
- Mélange à queue d'aronde ou à l'américaine (également appelé l'effeuillage)
- Mélange Hindou (genre de mélange à la française mais en tenant les cartes dans le sens de la largeur)
- Mélange à l'espagnole (moitié de paquet dans chaque main, les cartes sont disposées en éventail et réunies par leur partie supérieure en un seul paquet)
- Mélange par « superposition alternée » (superposition de cartes du dessus et du dessous du paquet). Technique ne dispensant pas de la coupe, mais qui, combinée à un mélange à la française ou un effeuillage se révèle aussi efficace. Dite « arithmétique alternée » quand les cartes superposées sont comptées.
- Mélange russe (une main en shuffle et l'autre en rifle)

### Disposition
Deux à dix joueurs sont disposés autour d'une table. Un bouton désigne le donneur (en anglais : dealer), qui peut être virtuel si la table dispose d'un croupier. On joue dans le sens des aiguilles d'une montre à partir du donneur.
En position « tardive » se trouvent le « dealer », qui est le dernier à parler, et le cut off qui est l'avant-dernier à parler. Ce sont les deux positions où les relances pour voler le coup sont assez fréquentes car elles ont l'avantage de la position, c'est-à-dire de pouvoir parler en dernier.

### Combinaisons de cartes
Une main de poker est toujours constituée de cinq cartes exactement. Suivant les variantes, la main la plus forte l'emporte (variantes jouées high) ou la main la plus faible (variantes jouées low) ou la main la plus forte et la main la plus faible sont prises en compte (variantes jouées high/low).
Les combinaisons possibles, l'ordre et leur comparaison sont disponibles ici :
| Combinaison         | Combinaison                            | Exemple            | Probabilité | Appellation anglaise |
| ------------------- | -------------------------------------- | ------------------ | ----------- | -------------------- |
| Quinte flush royale | Suite du 10 à l'as de même symbole     | 10♥ J♥ Q♥ K♥ A♥    | <0.01%      | Royal flush          |
| Quinte flush        | Suite de même symbole                  | 4♥ 5♥ 6♥ 7♥ 8♥     | 0.03%       | Straight flush       |
| Carré               | Quatre cartes de même rang             | 10♥ 10♠ 10♦ 10♣ 4♣ | 0.17%       | 4-of-a-kind          |
| Full                | Trois cartes de même rang et une paire | 10♥ 10♠ 10♦ 4♣ 4♥  | 2.60%       | Full house           |
| Couleur             | Cinq cartes de même symbole            | 10♥ 3♥ 6♥ A♥ 9♥    | 3.03%       | Flush                |
| Suite / Quinte      | Suite de symboles différents           | 4♣ 5♥ 6♠ 7♥ 8♦     | 4.62%       | Straight             |
| Brelan              | Trois cartes de même rang              | 4♥ 4♦ 4♣ 7♣ K♥     | 4.83%       | 3-of-a-kind          |
| Double paire        | Deux paires                            | 2♥ 2♦ 6♠ 6♣ 8♥     | 23.5%       | Two pair             |
| Paire               | Deux cartes de même rang               | 10♠ 10♦ 6♥ K♥ J♦   | 43.8%       | One pair             |
| Carte haute         | Carte la plus haute de la main         | 4♠ 7♣ 6♥ A♥ 2♦     | 17.4%       | High card            |

### Mises forcées
Avant de recevoir leurs cartes, les joueurs doivent placer les mises forcées qui sont de trois sortes : les antes, les blindes et le bring-in.
On peut utiliser les trois sortes dans un même tour et dans cet ordre.
Dans les tournois, les mises forcées augmentent par paliers (ou niveaux) durant trois à vingt minutes, voire plus. L'augmentation des mises peut varier du quart au tiers de la valeur de la dernière mise. Un tableau annonce les différents niveaux avant le début de chaque tournoi.

#### Antes
L'ante (du latin avant) est une mise forcée placée par chaque joueur de la table. Elle ne modifie pas l'ordre de parole. En général c'est une mise représentant 10 % à 20 % de la grosse blinde. L'arrivée des antes, après quelques niveaux de blindes, donne souvent une grande impulsion aux tentatives de « vol » des blindes lors des enchères.

#### Blindes
Les blindes (ou blinds — de l'anglais blind : aveugle) sont placées par les deux joueurs à gauche du donneur, le premier posant la petite blinde (de l'anglais small blind) et le deuxième posant la grosse blinde (de l'anglais big blind) valant le double de la petite blinde. Les blindes autorisent à parler en dernier au premier tour d'enchères. Si personne n'a relancé avant lui, le joueur à la grosse blinde a le droit de relancer.
Le joueur placé à gauche de la grosse blinde est appelé « joueur UTG » (de l'anglais under the gun : sous le canon) car, devant parler en premier, il est dans une position peu favorable pour la suite du coup.
Certaines variantes autorisent « l'option » qui consiste, pour le « joueur UTG », à miser le double de la grosse blinde avant d'avoir reçu ses cartes et à parler en dernier lors du premier tour d'enchères.
La grosse blinde représente également la relance minimale que les joueurs peuvent poser lors des enchères qui suivent.

#### Bring-in
Le bring-in (en français : apport) est une mise forcée utilisée dans les variantes de type studs qui doit être posée par un joueur suivant certaines conditions (généralement celui qui a la carte ouverte la plus faible).

### Enchères

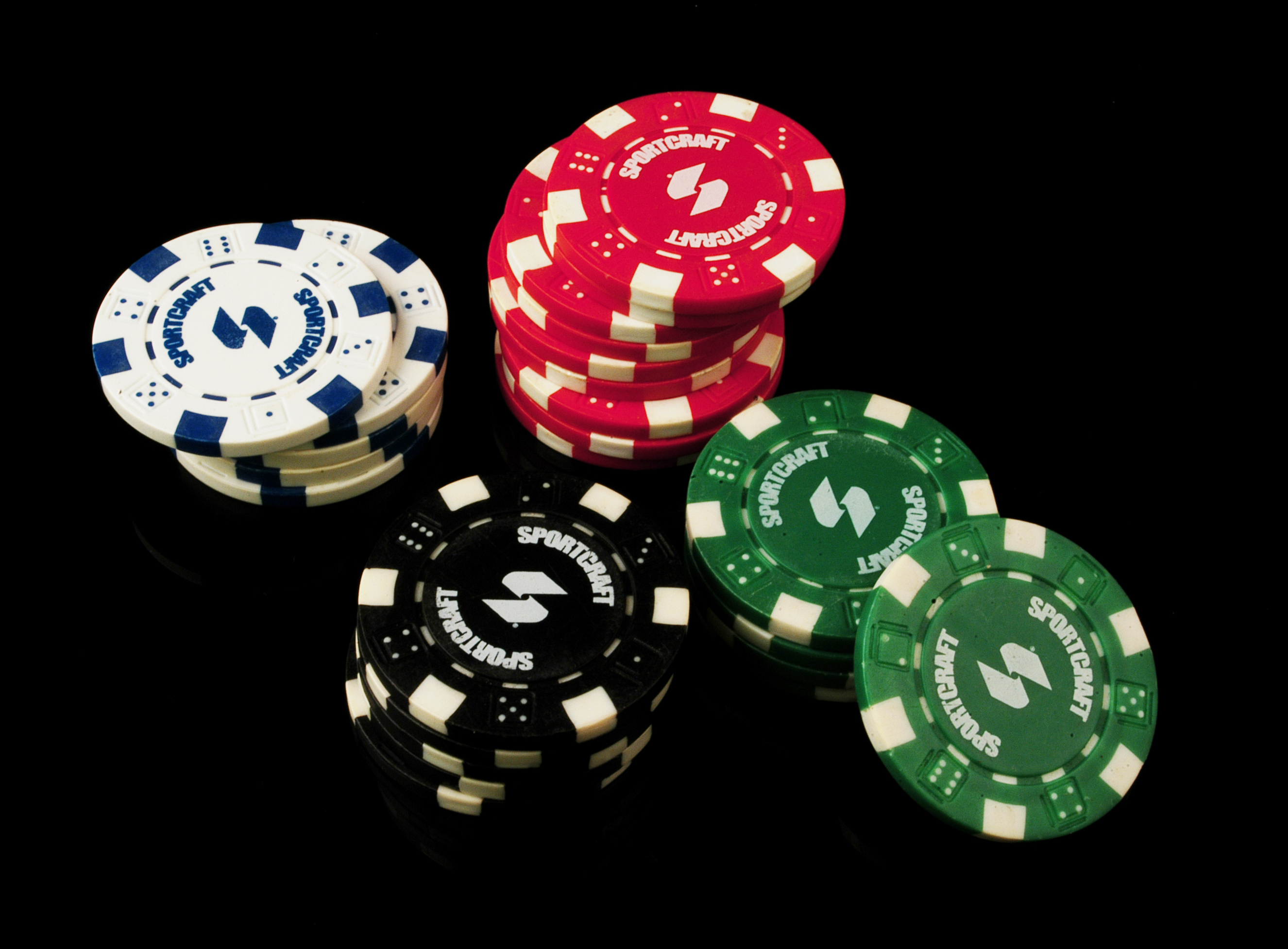
Jetons de poker.

Les enchères déterminent la manière dont chaque joueur, à son tour, est autorisé à miser tout ou partie de ses jetons.
Le principe de base est qu'un joueur doit « suivre » le même montant que le dernier relanceur pour rester dans le coup. S'il ne le fait pas, il « passe », perd ses mises antérieures et ses ambitions sur le pot en cours ; il restera passif jusqu'à la liquidation de ce dernier.
Si aucun joueur n'a misé avant lui (au premier tour d'enchères, la grosse blinde doit être prise en compte), il peut faire « parole », c'est-à-dire attendre une éventuelle relance d'un autre joueur pour miser lui-même. Si tous les joueurs « parolent », le tour d'enchères se termine.
Un joueur peut également « relancer », c'est-à-dire miser plus sur le coup. Une relance doit valoir au moins le montant de la grosse blinde et au moins le montant de la plus forte relance du tour d'enchères en cours le cas échéant. Un joueur qui a relancé ne peut pas relancer sa propre relance en l'absence d'une relance d'un autre joueur.
Si un joueur n'a plus assez de jetons pour suivre, il peut tout de même rester dans le coup jusqu'au bout en misant son « tapis », c'est-à-dire tout ce qu'il lui reste. Ses éventuels gains sont alors limités en considérant (pour lui seul) que les autres joueurs n'ont pas misé plus que lui. L'excédent des autres joueurs constitue alors un pot secondaire (ou parallèle) que ces derniers peuvent continuer à se disputer dans les mêmes conditions.
Le tour d'enchères se termine quand tous les joueurs qui pouvaient parler (c'est-à-dire ceux qui n'ont pas déjà passé ou qui n'ont pas déjà misé leur tapis) l'ont fait et misé le même montant.

## Variantes de poker
Il existe plusieurs grandes familles de poker. Elles contiennent toutes de nombreuses variantes et se pratiquent à différentes limites (structure des tours de mise). On y ajoute parfois des modes de jeux complémentaires. Le poker a également donné naissance à des jeux de casino et de société qui abandonnent sa structure d'enchères originale.

### Variantes
Le poker se pratique sous forme de nombreuses variantes rassemblées en trois grandes familles. Elles se différencient d'abord par le mode de distribution des cartes. Les cartes peuvent être communes à tous les joueurs ou privatives. Elles peuvent aussi être fermées (visibles de son propriétaire seul) ou ouvertes (visibles de tous).
On distingue aussi la hauteur de jeu joué. Les mains victorieuses peuvent être hautes (high), basses (low) ou les deux (high/low). Dans certaines variantes où l'on joue les mains hautes et basses, certaines conditions sont imposées sur les mains basses. Par exemple, la main d'un joueur ne peut contenir de carte au-dessus de huit (eight or better) ou les as ne peuvent compter qu'en carte haute (deuce to seven).

#### Pokers fermés
Dans ces variantes, chaque joueur reçoit systématiquement cinq cartes. Elles sont toutes privées et fermées.
- Le poker fermé, ou Five Card Draw : c'est la variante historique du poker, celle que les débutants apprennent souvent en premier.
- Le nullot fermé, ou lowball ou ace-to-five ou California lowball se joue comme le poker fermé mais en mode low ace to five.
- Le deuce to Seven ou Kansas City lowball se joue comme le poker fermé mais en mode low deuce to seven.
- Le Badugi est le seul jeu de poker joué à quatre cartes, il faut avoir des cartes faibles qui ne sont pas de la même couleur.
- Le Baducey est un mélange entre le badugi et le 2 to 7. Le pot final sera partagé en deux, une moitié pour le meilleur jeux de badugi et l'autre moitié pour le meilleur jeu de 2 to 7. Contrairement au badugi où l'as est la meilleure carte, dans le baducey l'as est la plus mauvaise. Ainsi la meilleure combinaison possible est 23 457 avec 2 345 de couleurs différentes.

#### Variantes à cartes communes

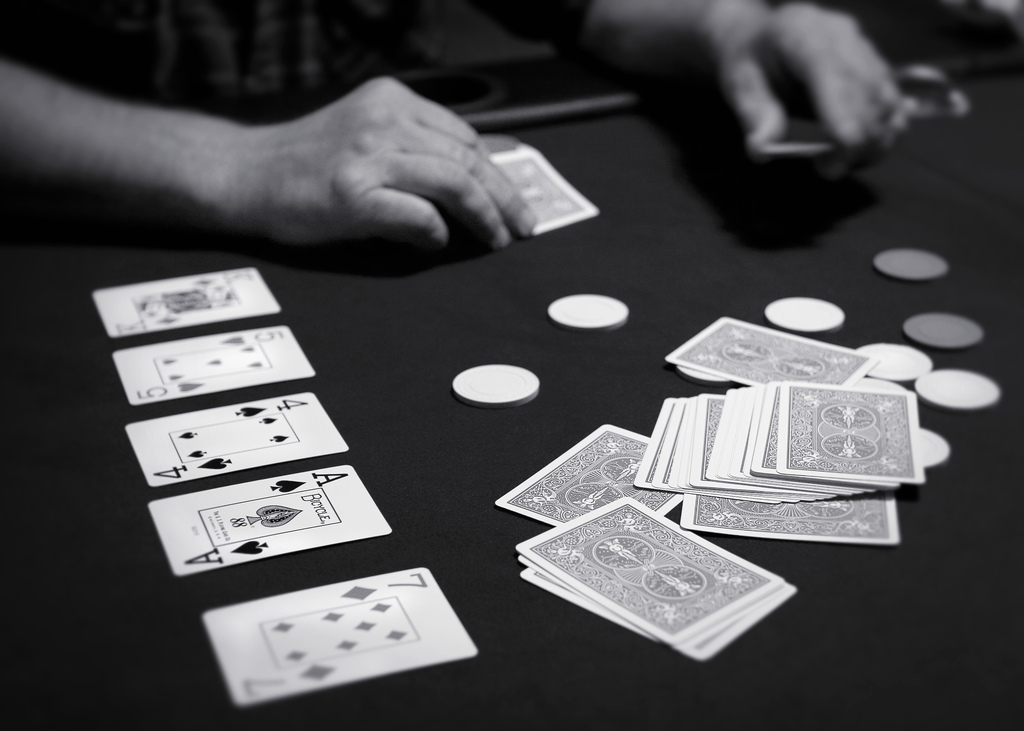
Une image d'une personne qui joue la variante de poker, le Texas Hold'em.

Dans ces variantes, une partie des cartes est commune et donc ouverte (visible) et une autre est privée et fermée (cachée).
- Le Texas hold'em, Hold'em ou Vegas (deux cartes privées, cinq cartes communes, existe en modes Limit, No limit et Pot Limit).
- Le Double Hold'em, ou Double Flop Hold'em (deux cartes privées, deux fois cinq cartes communes).
- L'Omaha (quatre cartes privées, cinq cartes communes, existe en modes high ou high/low).
- L'Aviation (quatre cartes privées, cinq cartes communes).
- Le Courchevel (cinq cartes privées, cinq cartes communes, existe en modes high ou high/low).
- L'Irish (quatre cartes privées, cinq cartes communes).
- Le Pineapple (trois cartes privées, cinq cartes communes).
- Le Crazy Pineapple (trois cartes privées, cinq cartes communes).
- Le Royal Hold'em (deux cartes privées, cinq cartes communes)

#### Studs
Toutes les cartes sont privatives mais certaines sont ouvertes et d'autres fermées.
- Le Stud à cinq cartes, Five-card stud ou Cincinnati Kid (une carte fermée, quatre cartes ouvertes).
- Le Canadian Stud est une variante du Stud à cinq cartes particulièrement intéressante où les suites et couleurs de quatre cartes comptent également et battent la simple paire (mais restent inférieures à la double paire). Cette variante est évoquée dans le film Havana de Sydney Pollack avec Robert Redford.
- Le Stud à sept cartes, Seven-card stud (deux cartes fermées, puis quatre cartes ouvertes, et une dernière carte fermée) existe en modes high, low ou high/low). Dans le cas où huit joueurs seraient encore présents pour recevoir la septième carte , 8x7 = 56 soit plus que le nombre de cartes du paquet, la dernière carte n'est plus privative mais commune.
- Le Stud Eight-or-Better est le nom donné au Stud à sept cartes joué en high/low.
- Le Razz ou Nullot est le nom donné au Stud à sept cartes joué en low.
- Le Queen and follow se joue comme le seven-card stud mais les Q sont joker ainsi que la carte qui est donnée après le Q. Cette carte qui est donnée après le Q n'est joker que jusqu'à ce qu'un autre Q soit donné, dans ce cas c'est la carte qui est donnée après le dernier Q qui est joker (existe en modes high ou high/low).
- Le Chicago est une variante du Stud à sept cartes où le pot est divisé entre le joueur possédant la main la plus forte (comme au Stud à sept cartes) et le joueur possédant la plus haute carte à pique. Cette variante est évoquée dans le film Les Joueurs (Rounders, de John Dahl avec Matt Damon).

### Modes de jeu

#### High,lowethigh/low
Il existe trois manières de comparer les mains des joueurs. Ces modes doivent être activés et connus des joueurs avant que le jeu ne commence.
Ces trois modes décrivent comment les mains des joueurs vont être comparées, on distingue :
Le mode high : seules les plus fortes combinaisons comptent.
Le mode low : seules les plus faibles combinaisons comptent.
Le mode high low : la plus forte main remporte la moitié du pot et la plus faible l'autre moitié ( avec souvent certaines restrictions pour être valide).

#### Killouhalf-kill
C'est une option de jeu parfois utilisée en cash-game.
Quand un joueur gagne un pot sans partage (scoop), il reçoit le bouton Kill. Si ce même joueur au tour suivant refait un scoop il devient le killer.
Un killer doit miser au moins deux fois la grosse blind (mise de départ) même s'il est de petite ou de grosse blind. Le jeu se poursuit alors comme si les blinds étaient doublées. Cette obligation tombe dès que le killer remporte le pot.
Parfois on ajoute des conditions, par exemple un montant minimum du pot pour activer le mode kill. D'autre part, il arrive que le killer ait le droit de parler en dernier au premier tour d'enchères.
On parle de Half-Kill quand on ne double pas la blind mais qu'on ne la multiple que de 1,5.

#### Look at two and kill
Cette option est utilisée en Lowball. Chaque joueur peut activer ce mode après voir reçu et regardé ses deux premières cartes. Il reçoit alors le bouton kill.

#### Option
Une particularité : en cash-game, le joueur qui suit la grosse blind peut, avant d'avoir vu ses cartes, prendre l'« option » : il doit alors mettre le double de la grosse blind et sera le dernier à parler lors du premier tour d'enchères. Cette règle est admise dans les casinos français.

### Jeux inspirés du poker
- Le Strip poker
- Le Poker d'as
- Le Poker menteur
- Le Caribbean Poker
- Le Raker, mélange de rami et de poker

## Pratique du poker

### Grands joueurs
Dans le monde, les plus connus sont Doyle Brunson, Johnny Chan, Daniel Negreanu, Phil Hellmuth, Phil Ivey, Tom "durrrr" Dwan, Mike Matusow, Chris Moneymaker, Chris Ferguson, Gus Hansen, Sam Farha, Erik Seidel, Joe Hachem. Pour certains[Qui ?], le joueur le plus légendaire reste toutefois Stu Ungar surnommé 'The Kid' pour son visage d'enfant, qui remporta le Main Event des WSOP à 3 reprises en autant de participations[réf. nécessaire].
Jean-Noël Thorel est le joueur français ayant le plus gros total de gains en tournois.
Le Québécois Jonathan Duhamel a remporté le Main Event des World Series of Poker 2010[réf. nécessaire].

### Grands tournois
Les plus connus sont les World Series of Poker (WSOP), le World Poker Tour (WPT) et l'European Poker Tour (EPT).
En France, les plus gros tournois en termes de gains sont le Partouche Poker Tour, l'EPT de Paris et le Grand Prix de Paris (WPT).

### Poker en ligne
Plusieurs sociétés mettent à disposition des logiciels et application mobile de jouer au poker en ligne.
En France, seules les sociétés ayant reçu l'autorisation de l'ARJEL (Autorité de régulation des jeux en ligne) peuvent proposer ce service.

## Stratégies du poker
Le poker est un jeu qui combine des éléments de chance et de stratégie. Selon les variantes, les types de partie et les joueurs, il existe une multitude de stratégies.
Pour adopter une stratégie gagnante, il est nécessaire de sentir et de maîtriser l'interaction entre des aspects aussi variés que :
- jeu : la variante, le niveau d'agressivité des joueurs, votre position, à quel point êtes-vous impliqué dans votre mise dans le pot, etc. ;
- mathématique : avoir quelques notions simples de probabilité et d'y faire confiance ;
- stress : gérer la pression psychologique ;
- développement personnel : maîtriser ses pulsions intérieures pour ne pas partir « en tilt » (c'est-à-dire ne plus faire confiance qu'à son propre instinct).

La stratégie du poker s'est tellement affinée depuis ces dernières années que des communautés de joueurs de poker professionnels ont vu le jour pour exposer leur analyse et développer les principaux aspects suivants intervenant dans la stratégie :
- probabilité des mains, mains de départ ;
- cote de pot, cote implicite ;
- déception : bluff, semi-bluff, slow play ;
- jeu de positions ;
- structure des mises ;
- image et profils des joueurs ;
- tells (langage corporel involontaire) ;
- espérance de gain, équité (EV), retour sur investissement (ROI), BB/heure… ;
- gestion de bankroll ;
- etc.

Les stratégies du poker sont tellement vastes et évoluent tellement rapidement qu'il serait trop long et ennuyeux de les détailler toutes ici. De nombreux livres ont été écrits sur le sujet comme Easy Game, Raiser's Edge, le Poker Apprivoisé, Poker Edge, dont certains sont disponibles en eBook.
Il vaut mieux commencer par s'intéresser à une variante du jeu qui vous amuse et en apprendre toutes ses subtilités.
Ce qu'il faut retenir, c'est que le poker n'est pas qu'un jeu de chance, et qu'en toute logique, s'il existe des professionnels du poker, c'est la meilleure preuve qu'il y a un réel moyen d'apprendre à dompter les stratégies du jeu mais aussi d'apprendre de soi-même en dominant ses émotions.
« Une main de poker, c’est une équation à 7 inconnues […] dans un combat de boxe où tous les coups sont permis. » (David Borrat, Poker Edge)
Le poker gagnant est un savant mélange de mathématique de base et de psychologie, beaucoup plus qu'un simple jeu de stratégie.

## Situation par pays

### En France
La médiatisation du poker en France a débuté vers 2005 avec de nombreuses émissions de télévision. Selon le journal Libération en juin 2010, « Le nombre potentiel des joueurs de poker en ligne régulier [en France] pourrait s'élever à 1,5 million pour un chiffre d'affaires de 300 millions d'euros en 2010 et de 500 millions d'euros en 2011 ».
D'après une étude universitaire, en 2010, les joueurs de poker en ligne de France (argent réel, tournois non compris) étaient estimés à 348 918 (soit 5,81 % des joueurs du monde). D'après pokerscout.com les salles les plus représentées (jeu d'argent) en mai 2010 étaient PokerStars (26 %) et Full Tilt Poker (14 %), et au 11 juillet 2011 PokerStars (46 %), Winamax (34 %) et PartyPoker (17 %), avec 4,0 % de joueurs d'argent.
Le poker est considéré par les autorités françaises comme un jeu de hasard. En tant que jeu d'argent, il est interdit aux mineurs. Il ne peut être joué en live que dans les casinos et cercles de jeu reconnus par l'État, depuis 2007. Les parties de poker sont interdites dans les lieux et établissements publics ou s'il existe une rémunération des organisateurs. Le poker en ligne était pratiqué par des centaines de milliers de joueurs français depuis plusieurs années, mais il n'est autorisé par les autorités que depuis 2010 et jusque fin 2016 pour deux variantes seulement : le Texas Hold'em (limit, pot-limit et no-limit) et l'Omaha (uniquement limit et pot-limit), sous forme de cash game, de sit-and-go (sans recave, ni add-on) ou de tournoi. Très récemment donc, et pour le plus grand bonheur des joueurs (et peut-être pour relancer un secteur en baisse depuis plusieurs années), d'autres variantes ont été autorisées : l'Omaha Hi-Low, l'Omaha à 5 cartes, le Stud et ses dérivés (y compris le Razz), et le 2-7 Triple Draw Lowball. Les activités du poker en ligne sont contrôlées par l'Autorité de régulation des jeux en ligne (ARJEL) qui délivre depuis le mois de juin 2010 des agréments aux sites de poker du domaine « .fr ».
La France est l'un des pays au monde où le poker est le plus médiatisé avec une présence prononcée sur les chaînes de télévision : L'European Poker Tour sur NRJ 12 et Ma Chaîne Sport, l'émission de téléréalité La Maison du bluff sur NRJ12 présentée par Alexis Laipsker.